# Lincoln, North Dakota
Lincoln är en stad i Burleigh County i North Dakota och en förort till Bismarck. Vid 2010 års folkräkning hade Lincoln 2 406 invånare.